# Sharon Ooja
Pour les articles homonymes, voir Ooja.
Sharon Ooja Egwurube, née le 6 avril 1991, est une actrice nigériane.
Elle est devenue populaire après avoir joué le rôle de « Shalewa » dans la série Web Skinny Girl in Transit (en).

## Biographie
Sharon Ooja Egwurube est originaire de la tribu Idoma de l'État de Benue. Elle est née dans l'État de Kaduna. Elle trois sœurs. Elle fréquente l'école Kings and Queensde  Jos pour son éducation primaire. Pour ses études secondaires, elle fréquente deux écoles réservées aux filles : l'école secondaire Regina Pacis, Garki II, Abuja, et le St. Louis Girls' College, à Jos. Elle commence sa carrière d'actrice lorsqu'elle déménage à Lagos en 2013. Elle révéle dans une interview avec un tabloïd nigérian, le journal Punch, comment elle s'est lancée dans le métier d'actrice. Selon Sharon, tout a commencé lorsqu'elle était à une séance photo pour un magasin et que NdaniTV couvrait les activités en coulisses du tournage. La semaine suivante, elle est invitée à une interview pour une émission de télévision qui n’a pas eu lieu. Peu de temps après, elle est appelée à jouer un petit rôle dans la série télévisée Gidi Up. Sharon joue également dans Skinny Girl in Transit (en), où elle joue le personnage de Shalewa.
Sharon est diplômée en communication de masse de l'Université nord-américaine Houdegbe au Bénin. Elle anime le tapis rouge de la Fashion Week de GT Bank aux côtés de Timini Egbuson en 2017.
Elle est classée parmi les célébrités féminines les plus en vue de 2020 et figure parmi les actrices de Nollywood à surveiller en 2024. Sharon Ooja est parmi les nombreuses autres personnes sélectionnées par Netflix pour représenter le Nigéria dans le programme intitulé « L'Affaire Bridgerton » organisé en Afrique du Sud. Elle tombe malade pendant le remake du film Glamour Girls (en) (1994).
L'actrice annonce en mars 2024 qu'elle a organisé une cérémonie de mariage civil privé avec son mari qu'elle appelle « Odogwu Silencer ». Entourée de membres de sa famille, d'amis et de collègues, l'actrice Sharon Ooja s'est mariée avec son mari, Ugo Nwoke en juin 2024. La partie traditionnelle de la cérémonie eu lieu le 27 juin 2024, tandis que le mariage en blanc a eu lieu le 29 juin 2024.

## Filmographie

### Émissions de télévision
| Année     | Show                        | Rôle    | Notes                                                                 | Réf.   |
| --------- | --------------------------- | ------- | --------------------------------------------------------------------- | ------ |
| 2024      | Oloture: The Journey        | Oloture | A show by Netflix, in collaboration with EbonyLife Studios 3 épisodes | [ 11 ] |
| 2022-     | Flawsome                    | Ivie    | A Showmax Original                                                    |        |
| 2020      | Assistant Madams            |         | 1 épisode                                                             |        |
| 2018-2020 | The Men's Club              | Jasmine | A show by Red TV (UBA) 2 épisodes                                     | [ 12 ] |
| 2016-     | Skinny Girl in Transit (en) | Shalewa | A show by Ndani TV                                                    | [ 13 ] |
| 2013-2014 | Gidi Up                     | Jola    | A show by Ndani TV                                                    | [ 14 ] |

### Films
| Année | Titre                       | Rôle              | Notes                                                           | Réf.   |
| ----- | --------------------------- | ----------------- | --------------------------------------------------------------- | ------ |
| 2024  | Dead Serious                | Amara             | Aux côtés de Sabinus, Nkem Owoh et Deyemi Okanlawon             | [ 15 ] |
| 2023  | The Modern Woman            |                   | Aux côtés de Bimbo Akintola, Chinonso Arubayi et Timini Egbuson |        |
| 2022  | Glamour Girls (en)          | Emma              | Aux côtés de Nse Ikpe Etim et Toke Makinwa                      | [ 16 ] |
| 2022  | The Perfect Arrangement     | Omotade Kaleijaye | Aux côtés de Adunni Ade, Pere Egbi et Adebowale Adedayo         |        |
| 2021  | Still Falling               | Bono Kuku         | Aux côtés de Daniel Etim Effiong                                | [ 17 ] |
| 2020  | Kambili: The Whole 30 Yards | Linda             | Aux côtés de Nancy Isime et Toyin Abraham                       | [ 18 ] |
| 2020  | Bad Comments                | Tasha             | Aux côtés de Jim Iyke et Chiwetalu Agu                          | [ 19 ] |
| 2020  | Who's The Boss              | Liah              | Co-starring Funke Akindele et Blossom Chukwujekwu               | [ 20 ] |
| 2019  | Coming from Insanity        | Sonia             | Streaming sur Netflix                                           | [ 21 ] |
| 2019  | Òlòtūré                     | Oloture           | Streaming sur Netflix                                           | ,      |
| 2019  | Bling Lagosians             | Tokunbo           | Aux côtés de Alex Ekubo                                         | [ 24 ] |
| 2018  | King of Boys                | Amaka             | Réalisé par Kemi Adetiba                                        | [ 25 ] |
| 2018  | Lara and the Beat           | Ngozi             | Streaming sur Netflix ; drama / musical / romance               | [ 26 ] |
| 2018  | Moms at War                 | Asibi Elayo       | Avec Funke Akindele et Michelle Dede                            | [ 27 ] |
| 2018  | From Lagos with Love        | Kelechi Pedro     | Aux côtés de Damilola Adegbite et Shafy Bello                   | [ 28 ] |

- 2024 : Le Détournement de Robert O. Peters : Ada

## Prix et nominations
| Année     | Prix                     | Catégorie                                          | Film            | Résultat   | Réf.   |
| --------- | ------------------------ | -------------------------------------------------- | --------------- | ---------- | ------ |
| 2019 (en) | Best of Nollywood Awards | Révélation de l'année – femme                      |                 | Nomination | [ 29 ] |
| 2020 (en) | Best of Nollywood Awards | Meilleure actrice dans un second rôle – en anglais | Bling Lagosians | Nomination | [ 30 ] |
| 2020 (en) | Best of Nollywood Awards | Prix du meilleur baiser dans un film               | Bling Lagosians | Nomination | [ 30 ] |
| 2021      | Net Honours (en)         | Actrice la plus populaire                          |                 | Nomination | [ 31 ] |